# ヴァーツラフ・スヴェルコシュ
ヴァーツラフ・スヴェルコシュ（Václav Svěrkoš, 1983年11月1日 - ）は、チェコの元サッカー選手。ポジションはFW。

## 経歴
ユース時代を地元のクラブで過ごしたスベルコシュは、1998年にモラヴィア・スレスコ州の州都オストラヴァに本拠地を置くFCバニーク・オストラヴァのユースへと移り、2001年にトップチームデビューを果たした。その後、ボルシア・メンヒェングラートバッハ、ヘルタ・ベルリン、FKアウストリア・ウィーンを経て再びFCバニーク・オストラヴァへと戻った。そして1年後にFCソショーと契約を交わした。

## 代表歴
チェコ代表キャップ数わずか4試合で本大会登録メンバーに選ばれたUEFA EURO 2008では、大会開幕戦となったスイス代表戦にて、後半11分にヤン・コレルとの途中交代でピッチに入ると、後半26分に決勝ゴールを挙げてチームを1-0での勝利に導いた。
2009年4月、売春婦とともにレストランで飲食パーティーをしていたとして、トマーシュ・ウイファルシ、マレク・マテヨフスキー、ラドスラフ・コヴァチ、ミラン・バロシュ、マルティン・フェニンとともに代表から追放された。